# Ауфзес
Ауфзес (нім. Aufseß) — громада в Німеччині, розташована в землі Баварія. Підпорядковується адміністративному округу Верхня Франконія. Входить до складу району Байройт. Складова частина об'єднання громад Гольфельд.
Площа — 29 км2. Населення становить 1271 ос. (станом на 31 грудня 2020).

## Галерея

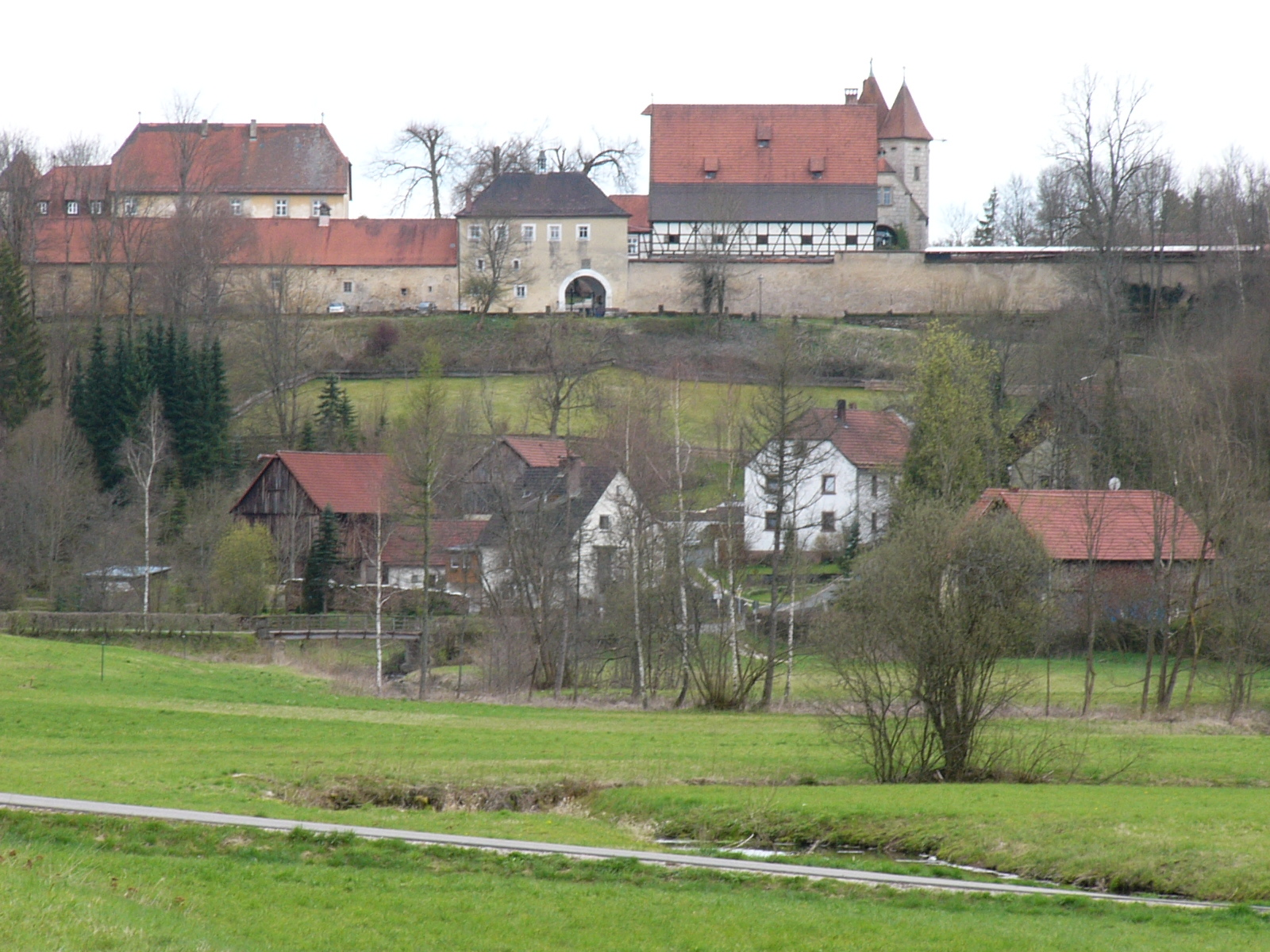
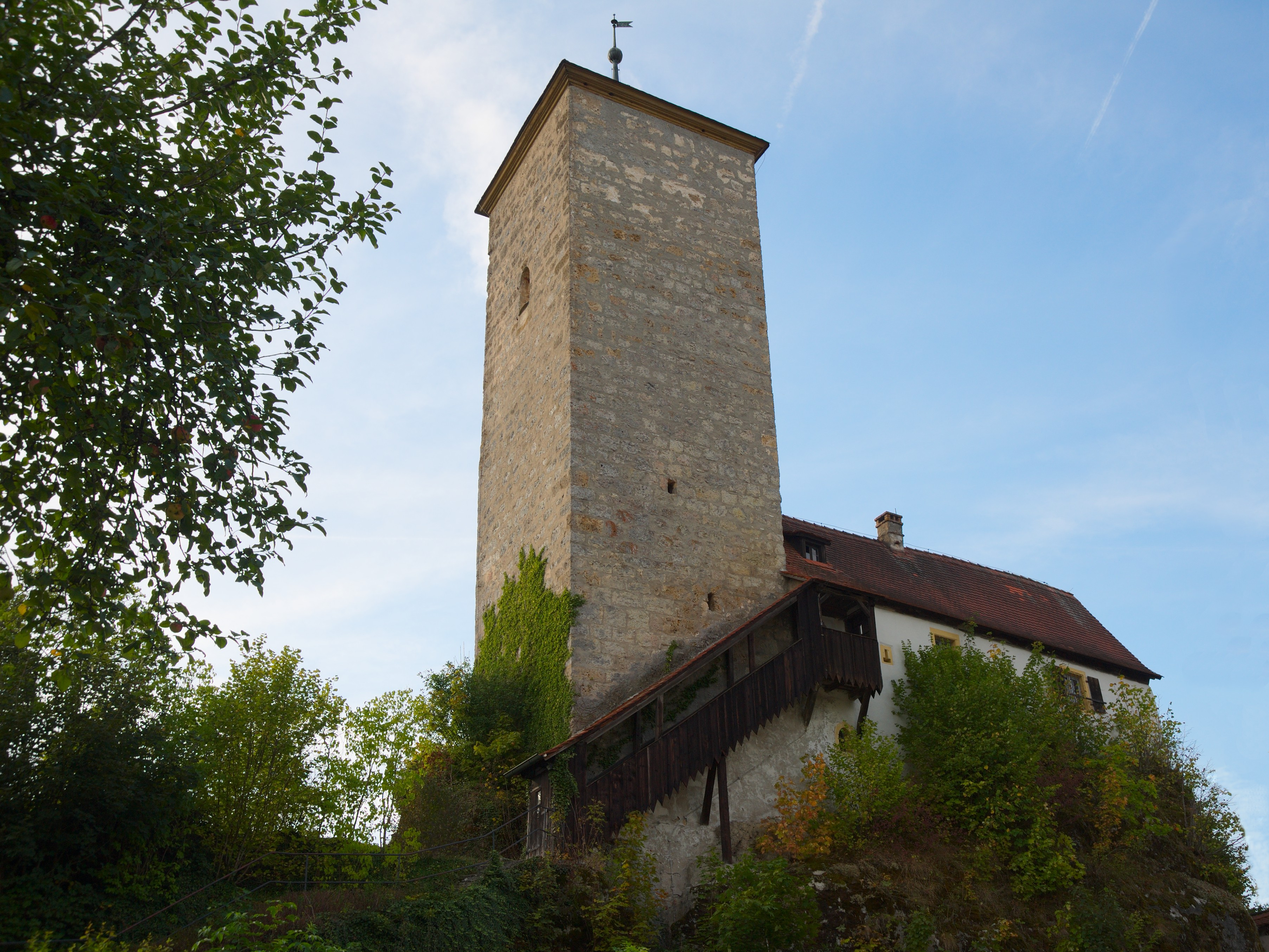
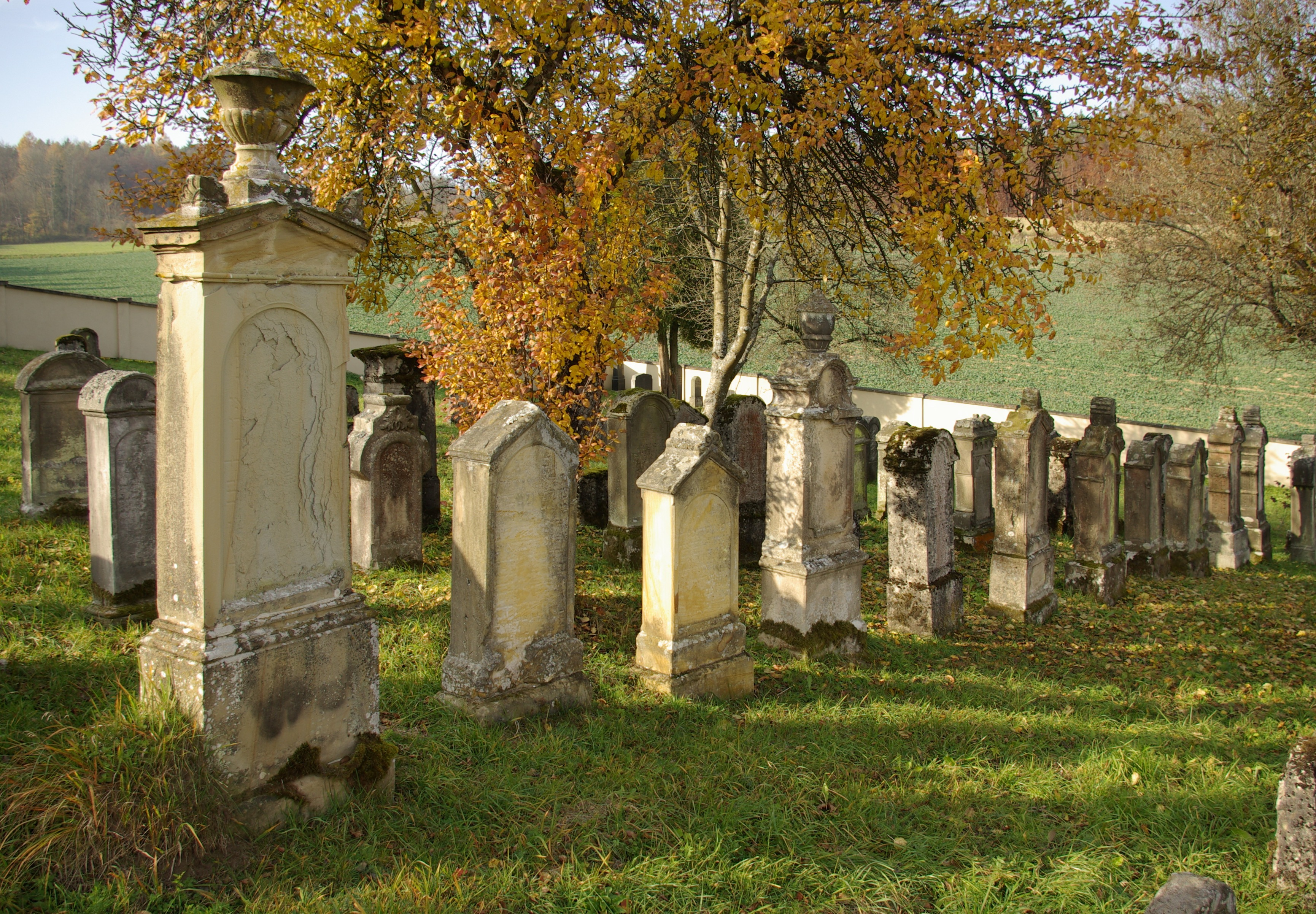
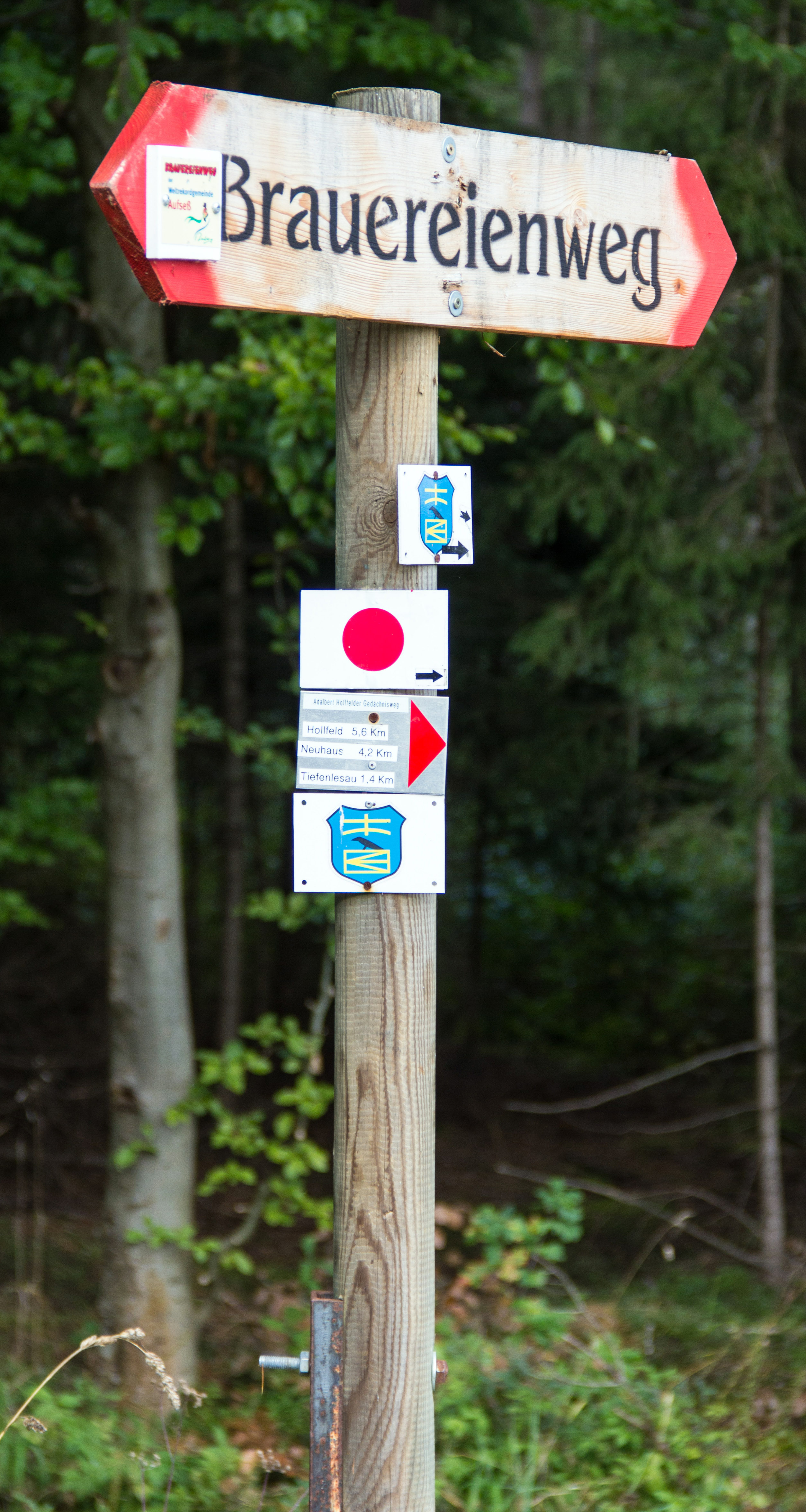
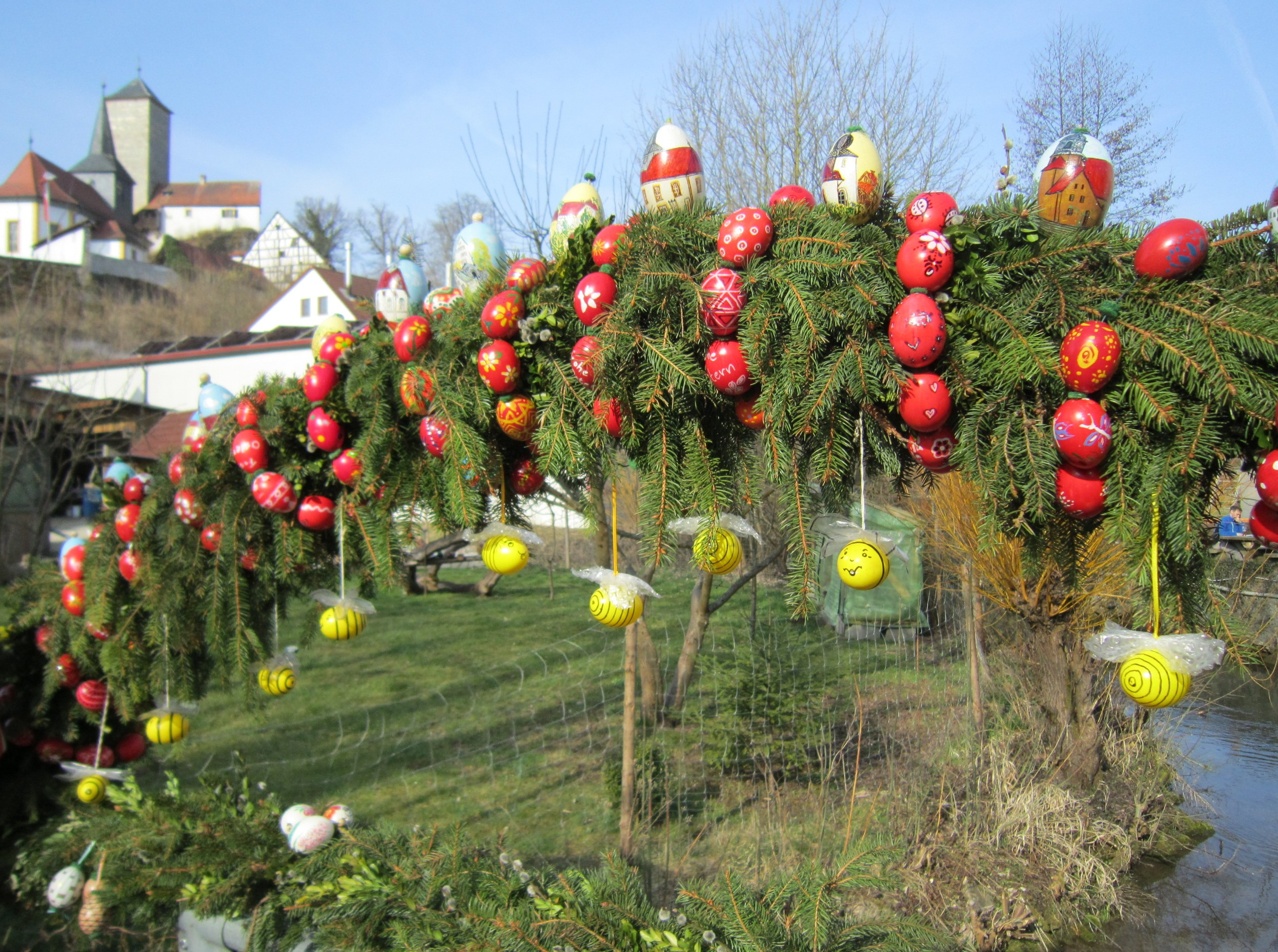